# Paronychieae
Paronychieae, tribus iz porodice klinčićevki (Caryophyllaceae). Sastoji se od 5 rodova, od kojih je najvažniji rod sušac ili hrskavica (Paronychia), od kojih jedna raste i u Hrvatskoj: sitna hrskavica ili sitni sušac (Paronychia kapela).

## Rodovi i broj vrsta
1. Philippiella Speg. (1 sp.)
2. Herniaria L. (52 spp.)
3. Gymnocarpos Forssk. (9 spp.)
4. Paronychia Mill. (120 spp.)
5. Chaetonychia (DC.) Sw. (1 sp.)